# Marcel Chauvigné
Marcel Chauvigné (ur. 25 września 1911 w Nantes, zm. 2 lipca 1972 tamże) – francuski wioślarz, brązowy medalista olimpijski.
Wystartował na igrzyskach olimpijskich w Berlinie w 1936 roku, gdzie Francuzi w składzie: Fernand Vandernotte, Marcel Vandernotte, Jean Cosmat, Marcel Chauvigné i Noël Vandernotte (sternik) zajęli trzecie miejsce w czwórkach ze sternikiem. W wyścigu finałowym o 17,1 sekundy wyprzedziła ich osada III Rzeszy, a o 9 sekund osada Szwajcarii. Był to jego jedyny start olimpijski.
W czwórkach ze sternikiem wywalczył srebrne medale na mistrzostwach Europy w Lucernie (1934) i mistrzostwach Europy w Berlinie (1935). 